# Vicent Gabarda Cebellán
Vicent Gabarda Cebellán (Paterna, 1959) és un historiador valencià, especialitzat en l'estudi de la repressió republicana i franquista al País Valencià durant la Guerra Civil espanyola i la postguerra.
Llicenciat en geografia i història per la Universitat de València el 1985, i doctorat en història per la mateixa universitat el 1989, el 1984 va començar, per iniciativa personal i al marge de les institucions acadèmiques, a indagar sobre les fosses comunes del cementeri de Paterna, investigació que després es prolongaria per la de les morts causades per la repressió de la dissidència política i ideològica durant el període 1936-1956, tema totalment desatés fins aleshores per la historiografia. Les dades recopilades a partir dels registres dels cementeris d'arreu del País Valencià li van possibilitar la identificació i localització dels enterraments de nombrosos represaliats anònims.

## Obres
- Els afusellaments al País Valencià (1938-1956), València: Alfons el Magnànim, 1993. Pròleg de Josep Benet.
- La represión en la retaguardia republicana. País Valenciano, 1936-1939. València: Alfons el Magnànim, 1996. Pròleg de Marc Baldó.
- El cost humà de la repressió al País Valencià, 1936-1956. València: Publicacions de la Universitat de València / Alfons el Magnànim, 2020. Prefaci de Marc Baldó Lacomba. Pròleg de Paul Preston.
- Violencia, conceptualización, memoria, represión, estudios, monumentalización, exhumaciones. Valencia 1936-2020. València: Diputació de València, 2021 (dir).